# Ricardo Acioly
Ricardo Augusto Amara Acioly (ur. 4 lutego 1964 w Rio de Janeiro) – brazylijski tenisista, reprezentant w Pucharze Davisa, olimpijczyk z Seulu (1988).

## Kariera tenisowa
Jako zawodowy tenisista występował w latach 1986–1996.
W grze podwójnej Brazylijczyk zwyciężył w 3 turniejach rangi ATP World Tour i był finalistą 3 kolejnych imprez.
Acioly w latach 1987–1989 reprezentował Brazylię w Pucharze Davisa. Zagrał w 4 meczach deblowych odnosząc 1 zwycięstwo.
Reprezentował swój kraj na igrzyskach olimpijskich w Seulu (1988) w konkurencji gry podwójnej, osiągając 2 rundę wspólnie z Luizem Mattarem.
W rankingu gry pojedynczej najwyżej był na 228. miejscu (29 grudnia 1986), a w klasyfikacji gry podwójnej na 46. pozycji (27 października 1986).

### Finały w turniejach ATP World Tour
| Legenda                                      |
| -------------------------------------------- |
| Wielki Szlem                                 |
| Igrzyska olimpijskie                         |
| Tennis Masters Cup / ATP Finals              |
| ATP Masters Series / ATP Tour Masters 1000   |
| ATP International Series Gold / ATP Tour 500 |
| ATP International Series / ATP Tour 250      |

#### Gra podwójna (3–3)
| Końcowy wynik | Nr | Data                 | Turniej    | Nawierzchnia  | Partner        | Przeciwnicy                       | Wynik finału  |
| ------------- | -- | -------------------- | ---------- | ------------- | -------------- | --------------------------------- | ------------- |
| Finalista     | 1. | 3 sierpnia 1986      | Waszyngton | Ceglana       | Cesar Kist     | Hans Gildemeister Andrés Gómez    | 3:6, 5:7      |
| Zwycięzca     | 1. | 26 października 1986 | Wiedeń     | Twarda (hala) | Wojciech Fibak | Brad Gilbert Slobodan Živojinović | walkower      |
| Zwycięzca     | 2. | 20 września 1987     | Genewa     | Ceglana       | Luiz Mattar    | Mansur Bahrami Diego Pérez        | 3:6, 6:4, 6:2 |
| Zwycięzca     | 3. | 12 lutego 1989       | Guarujá    | Twarda        | Dácio Campos   | Cesar Kist Mauro Menezes          | 7:6, 7:6      |
| Finalista     | 2. | 15 września 1991     | Brasília   | Dywanowa      | Mauro Menezes  | Kent Kinnear Roger Smith          | 4:6, 3:6      |
| Finalista     | 3. | 9 lutego 1992        | Maceió     | Ceglana       | Mauro Menezes  | Gabriel Markus John Sobel         | 4:6, 6:1, 5:7 |